# El Encanto
El Encanto est un corregimiento départemental de Colombie, situé dans le département d'Amazonas.

## Démographie
Selon les données récoltées par le DANE lors du recensement de la population colombienne en 2005, El Encanto compte une population de 138 habitants.